# 棕硬尾鸭

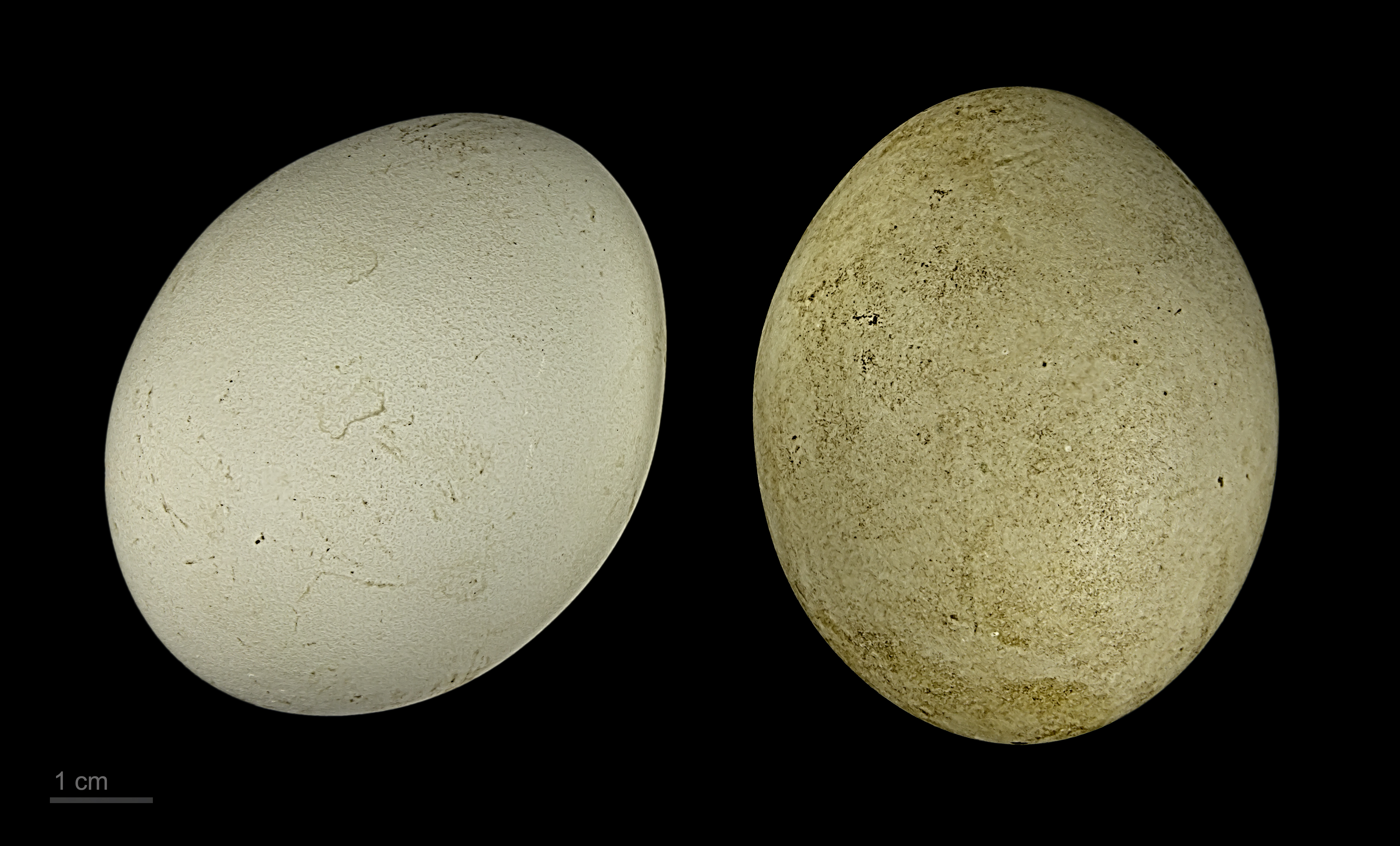
Oxyura jamaicensis

棕硬尾鴨（學名：Oxyura jamaicensis）是一種硬尾鴨。

## 特徵
成年雄鴨的身體呈銹紅色，面部白色，冠黑色。成年雌鴨的身體呈灰褐色，面部灰色，喙深色，兩頰有斑紋。南方亞種的火地島棕硬尾鴨有時被認為是另一物種，其面部黑色，體型較大。安第斯棕硬尾鴨的黑色羽毛各有不同，面部白色，有可能是指名亞種及火地島棕硬尾鴨的混種。由於安第斯棕硬尾鴨的數量變得較為稀少，故有需要確定其分類狀況來進行保育工作。

## 習性
棕硬尾鴨棲息在北美洲的沼澤湖及池中，在南美洲的安地斯山脈也有分布。牠們會在茂密的沼澤林中築巢，以較高的植物掩護避免被掠食者發現，典型的巢中有5-15隻小鴨。每年都會進行繁殖。棕硬尾鴨是候鳥，會遷徙到海灣及沒有結冰的湖中過冬。
牠們能夠潛入水中。牠們主要吃水生植物的種子及根、水生昆蟲及甲殼類。

## 入侵物种
棕硬尾鴨在1948年被引入英國，后来向歐洲蔓延。牠們急進的求偶行為，會與其他物種（如白頭硬尾鴨）混種引起了關注。故此，欧洲各国开始有計劃地將牠們消滅。到2014年初其数量已从2000年巅峰时期的5000只降至不足100只。

## 外部連結
- Cornell Lab of Ornithology （页面存档备份，存于）
- USGS Patuxent Bird Identification InfoCenter （页面存档备份，存于）
- South Dakota Birds and Birding （页面存档备份，存于）
- The Royal Society for the Protection of Birds （页面存档备份，存于）
- Animal Aid
- Massachusetts Breeding Bird Atlas
- Internet Bird Collection （页面存档备份，存于）